# Volumnia Cytheris
Cytheris eller Volumnia Cytheris, född okänt år, död under första århundradet, var antik romersk skådespelare (mimae) och dansare. 
Hennes ursprungliga namn var Volumnia, men hennes scennamn var Cytheris. Det var vanligt att skådespelare antog artistnamn, ofta syftande på lämpliga gudomar, och Cytheris syftade på Afrodite, vars kult låg på ön Cythere. 
Hon hade omtalade förhållanden med Publius Volumnius, Marcus Antonius (det avslutades vid hans giftermål år 48) och med Cornelius Gallus, som i sina verk kallar henne Lycoris. Relationen med Antonius omtalas av både Plutarkos och Cicero och användes för att svärta ned Antonius, som kallas Cytherius (Herr Cytheris) och det omtalades hur han gav henne ett lika fint ekipage som det han gav sin mor, och hur han tog med henne på middagar i societeten (år 46). Hon framförde möjligen Virgilius berömda euloger som mimskådespel.